# Десетина (мярка за площ)
Десетина (на руски: десятина) е стара руска мерна единица за земна площ.
Използвали са се няколко различни размера на десетината, включително десетината „на хазната“, равна на 2400 квадратни сажена (109,25 „ара“; 1,09 хектара). Мерната единица се е използвала в Русия до въвеждането на метричната система.

## История
Десетината представлява сама по себе си правоъгълник със страни 80 и 30 („тридесетница“) или 60 и 40 („четиридесетница“) сажена и е носила названието ковчежническа десятина (т.е. на ковчежничеството – държавната хазна). Това е основната руска поземлена мярка до началото на XX век.
Известна е от XIV век. В официална книга за разчет на данъчната ставка се дава следната дефиниция на десетината: „В десетината има 80 сажена дължина, диаметърът е 30 сажена, а дробните (т.е. квадратните сажени) в десетината са 2400“.
Първоначално десетината се е измервала в две четвърти (друга стара мерна единица за площ) и е представлявала квадрат със страна 1/10 верста (равно на 2500 квадратни сажена).
Според инструкциите за измерване на земята от 1753 г. размерът на ковчежната десетина бил определен на 2400 квадратни сажена. В периода XVIII – началото на XX век също са се употребявали също:
- стопанска скосена десетина (80 × 40 = 3200 квадратни сажена);
- стопанска кръгла десетина (60 × 60 = 3600 квадратни сажена);
- стотна десетина (100 × 100 = 10 000 квадратни сажена);
- пъпешовидна десетина (80 × 10 = 800 квадратни сажена) и други.

След Октомврийската революция, във връзка с прехода към метричната система, в съответствие с декрет на Съвета на народните комисари на Руската съветска федеративна социалистическа република от 14 септември 1918 г., използването на десетината е ограничено, а от 1 септември 1927 г. – забранено, но тя продължава да се използва до 30-те години на XX век.